# Ми-38

## История
През 1989 г. конструкторското бюро „Мил“ започва работата по нов многоцелеви хеликоптер, който да замени изчерпалия ресурсите си Ми-8. Новият модел получава обозначението Ми-38. Машината е демострирана като макет за първи път на авиационното изложение в Бурже през 1993 г. Поради финансови затруднения първият прототип е произведен едва през 1998 г. в Казанския хеликоптерен завод.
Серийното производство е планирано да започне през втората половина на 1990-те. Предвидено е хеликоптерът да бъде сертифициран за продажби на европейския пазар и поради тази причина в машината са направени множество „прогресивни“ нововъведения – широко остъклена кабина, електрическа система за управление и използването на композитни материали.
От 1994 г. активно участие в програмата Ми-38 взема участие и европейският концерн Eurocopter, който е сключил договори с ОКБ „Мил“ за разработването на пилотажно– навигационния комплекс и интериора на кабината на машината.
Първоначално за новата машина са предпочетени газотурбинните двигатели ТВ3-117 с мощност 2300 к.с. (1690 КВ), но по-късно е решено да бъдат заменени с по-модерните ТВД-300 с мощност 3750 к.с. (2750 КВ). С новите двигатели е увеличена максималната излетна маса от 14 750 на 15 600 кг. Предвидена е възможност за монтаж и на друг тип двигатели, освен руско производство.

## Тактико-технически характеристики
Хеликоптерът Ми-38 е изпълнен по едновинтова схема с рулеви винт, два газотурбинни двигателя и триопорно шаси.
Фюзелажът е с олекотена конструкция и е изпълнен от композитни материали. Корпусът е с размери: дължина – 19,95 м, ширина – 4,9 м и височина до главата на носещия винт – 5,13 м. Кабината на екипажа е двуместна и е отделена от товарната кабина с отсек с радиоелектронно оборудване. Товарната кабина е с размери 8,7 х 2,4 х 1,85 м и обем 29,5 куб.м. Вратата към нея е монтирана в левия борд и е с размери 1,45 х 1,68 м. В задния люк е монтирана товарна рампа с ширина 1,8 м. В пътническия си вариант хеликоптерът превозва до 30 пътници. Върху опашната конзола е монтиран хоризонтален стабилизатор с размах 2,7 м. Върху него е монтиран хоризонтален стабилизатор с рулевия винт.
Шасито на машината е триопорно, прибиращо се по време на полет с двойни колела и на трите опори. Главните колела се прибират от пневматична система с ниско налягане в специални гондолни обтекатели, монтирани странично в долната част на корпуса. Предното колело се прибира в специален отсек, намиращ се под пилотската кабина. Разстоянието между осите на задните опори и предната опора е 6,61 м, а между тях самите – 3,3 м.
Носещият винт е шествитлов с диаметър 21,1 м и шарнирно закрепване на витлата. Втулката на носещия винт е с монтирани хидравлични демпфери. Лопатите са изработени изцяло от композитни материали и имат правоъгълна форма, погледнати отгоре. Хордата им е 0,52 м. Носещият винт има КПД около 75% при тангенциалната скорост на краищата на витлата от порадъка на 215 м/с. Рулевият винт е четирилопатен с диаметър 3,84 м. Витлата са разположени по Х-образна схема за намаляване на вибрациите и шума. Изработени са напълно от композитни материали и имат хорда – 0,28 м. Тангенциалната скорост на краищата им достига 215 м/с.
Двата турбовални двигателя ТВД-300 са с мощност 2500 к.с. (1840 КВ) всеки. Разположени са над фюзелажа, до редуктора на носещия винт. Изпълнени са по по модулна схема. Компресорните им са двустепенни, центробежни, а турбината – четиристепенна. Отличават се с нисък разход на гориво. Размерите на всеки двигател са: дължина – 1,54 м, ширина – 0,69 м и височина – 0,98 м. Снабдени са с въздухозаборници с монтирани прахозащитни устройства. Монтирани са в общ обтекател заедно със спомагателния двигател ВД-100, хидравличната и електрическата системи.
Трансмисията включва четиристепенен главен редуктор, изпълнен по многопоточна схема, предавателни валове и рулеви редуктор.
Горивната система е изградена от две подсистеми, осигуряващи независимо захранване на всеки двигател и шест горивни резервоара с обща вместимост 3796 л. Резервоарите са разположени под пода на товарната кабина.
Системата за управление е бустерна с трикратно осигуряване. Работата ѝ се осигурява от три независими хидравлични системи. Осигурява безотказно управление при отказ на две от системите.
Летателното оборудване се състои от пет полифункционални дисплея, дигитален автопилот, дигитална автоматизирана система за управление на двигателя, система за обработка на данните, система за бордови контрол и система за свръзка. Навигационното оборудване включва автономна навигационна система с доплерово изменение на скоростта, система за далечна навигация, система за спътникова навигация, метеорологична РЛС, автоматичен радиокомпас и автоматична система за кацане.
Електрическата система за променлив ток се захранва от три независими генератора, системата за постоянен ток – от два акумулатора.
Товаро-разтоварното оборудване се състои от електрическа лебедка, подови ролкови държатели, товарна рампа с дистанционно хидравлично управление, система за измерване и центровка на товара, бордова ТВ камера за следене на товара, разположен на външните товарни конзоли.

## Модификации
- Ми-38В – транспортно-десантен хеликоптер.
- Ми-38ПС – поисково-спасителен хеликоптер.